# Solis (Texas)
Solís es un lugar designado por el censo ubicado en el condado de Cameron en el estado estadounidense de Texas. En el Censo de 2010 tenía una población de 512 habitantes y una densidad poblacional de 120,76 personas por km².

## Geografía
Solís se encuentra ubicado en las coordenadas 26°10′45″N 97°50′58″O / 26.17917, -97.84944. Según la Oficina del Censo de los Estados Unidos, Solís tiene una superficie total de 4.24 km², de la cual 4.21 km² corresponden a tierra firme y (0.67%) 0.03 km² es agua.

## Demografía
Según el censo de 2010, había 512 personas residiendo en Solis. La densidad de población era de 120,76 hab./km². De los 512 habitantes, Solis estaba compuesto por el 84.96% blancos, el 0% eran afroamericanos, el 0.2% eran amerindios, el 0% eran asiáticos, el 0% eran isleños del Pacífico, el 11.91% eran de otras razas y el 2.93% pertenecían a dos o más razas. Del total de la población el 83.98% eran hispanos o latinos de cualquier raza.